# Градиште (биначко)
Градиште, Каљаја или Подграђе, је тврђава у Србији која се налази недалеко од Подграђа, 10 m југоисточно од Гњилана. Подигнута је на узвишењу изнад ушћа једног потока у Биначку Мораву, а потиче из XIV века.

## Изглед тврђаве
Тврђава је смештена на брду које се уздиже на око 50 m изнад речне долине. Састоји се од Доњег града, опасаног бедемима и данас нешто очуваније цитаделе (Горњег града) на самом врху.
Горњи град је неправилне петоугле основе, са три темена (југозападно, северозападно и северосточно) ојачана кулама. На највишој тачки узвишења налази се донжон кула, приближно квадратне основе (око 8 x 8 m) од, које се данас у већој мери очувао западни зид са улазом, до висине од око 10 m и део јужног зида са пушкарницом, док се на остацима источног зида назиру остаци још једне пушкарнице. Улаз у Горњи град налазио се највероватније у склопу северозападне куле, на страни са које је приступ тврђави био најлакши, пошто се на њој виде остаци прилазне рампе.
На простору тврђаве, уочљиви су остаци других грађевина, али је без археолошких истраживања терена, немогуће је одредити њихову намену. Сами бедеми тврђаве су на појединим местима, очувани и до 4 m у висину.